# ラムシュテット
ラムシュテット（ドイツ語: Lamstedt、低地ドイツ語: Loomst）は、ドイツ連邦共和国ニーダーザクセン州クックスハーフェン郡に属す町村（以下、本項では便宜上「町」と記述する）である。この町はザムトゲマインデ・ベルデ・ラムシュテットに属している。

## 地理

ラムシュテット地区図

### 位置
この町は、ヴェスターベルクなどのような、最終氷河期の終端モレーンに位置している。ラムシュテットは、東はオーステ川の谷に接しており、一部には小さな湿地がある。北は主に針葉樹が生育する混交林のヴェスターベルクがある。

## 歴史
ラムシュテットは1115年に parochia lamstede として教会台帳に記述されている。一方、考古学的発掘調査は、ベルデはずっと早い時期から入植が行われていたはずであることを明らかにした。ベルデは1500年頃に「フェルダー・レギスター」に記録され、初めてその名が記された。しかし、行政上は一体化しておらず、教会教区が一体化していた。ラムシュテットは歴史上何度も火災に苦しめられた。

### 町村合併
1972年7月1日にハッケミューレン、イールベック、ニンドルフ、ヴォーレンベックがラムシュテットに合併した。

### 人口推移
| 年         | 1821 | 1885  | 1910  | 1925  | 1933  | 1939  | 1955  | 1996  | 2005  | 2007  | 2016  |
| ---------- | ---- | ----- | ----- | ----- | ----- | ----- | ----- | ----- | ----- | ----- | ----- |
| 人口（人） | 914  | 1,229 | 1,364 | 1,328 | 1,247 | 1,307 | 1,986 | 2,255 | 3,367 | 3,341 | 3,332 |

(Quellen: 1821–1996, 2005–2016 ラムシュテットのバージョン履歴による)

## 行政

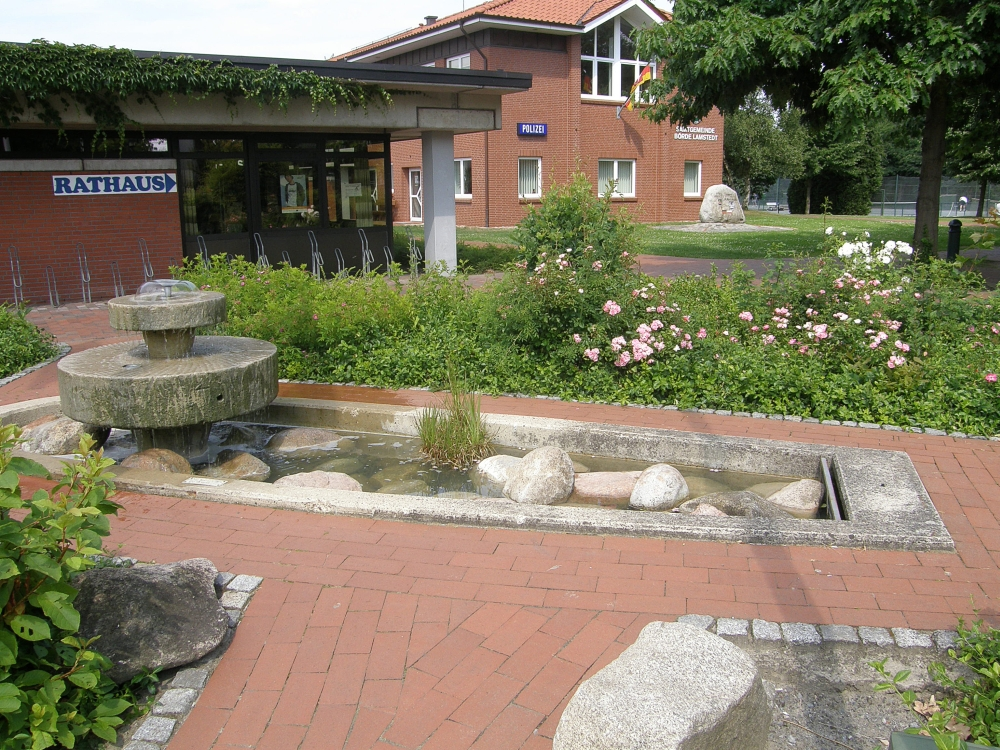
ラムシュテットの町役場

### 議会
ラムシュテットの町議会は、15人の議員からなる。これは人口 3,001人から 5,000人のザムトゲマインデに属す町村の議員定数である。15人の議員は、5年ごとに住民の選挙で選出される。

### 首長
町議会は、任期中の名誉職の町長として、議員のマンフレート・クンスト (CDU) を選出した。

### 紋章
図柄: 青地。金色の基部の上に銀色の支石墓。
解説: ベルデ・ラムシュテットにはかつて、数多くの先史時代の巨石墓があった。そのうちの1つであるヴェスターベルクの支石墓「シュタインオーフェン」が現存している。

### 姉妹自治体
- ブワディスワボボ（ポーランド語版、英語版）（ポーランド、ポモージェ県）1992年

## 文化と見所
ラムシュテットはドイツ・フェリー街道に面している。
町の北部の森の中に巨石の遺跡シュテーナーベンがある。

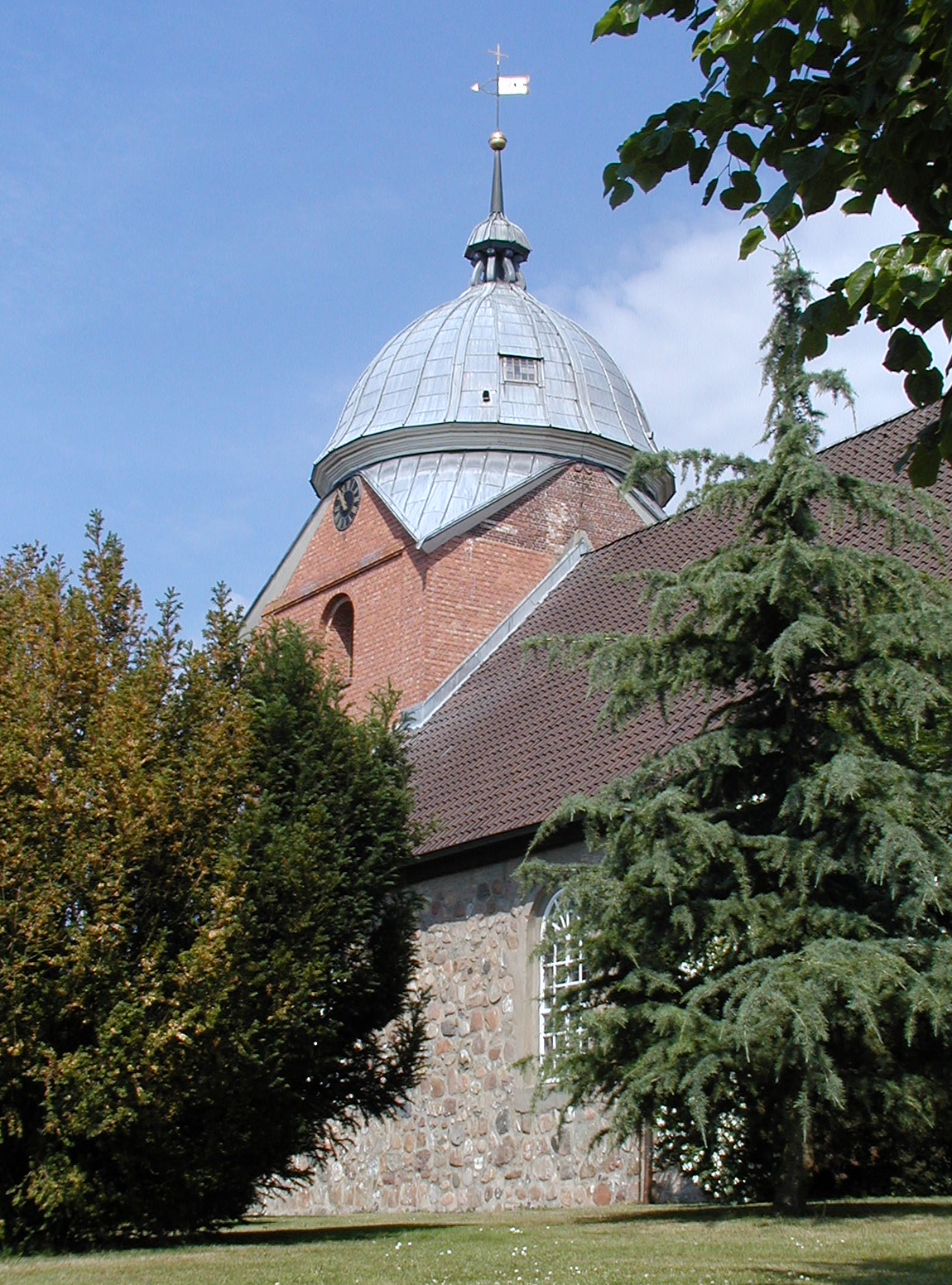
聖バルトロメウス教会

### ラムシュテットの聖バルトロメウス教会
現在村の教区教会となっている聖バルトロメウス教会は、1300年の教皇ボニファティウス8世の時代の贖宥状に初めて記録されている。多角形の東端を持つ荒石積みの教会堂もこの時代に造られた。
西の入り口は1700年頃に増築されたもので、北の入り口は木製の筒型ヴォールトと同じく1768年の改築時に設けられたものである。
古い木造の教会塔は何年も前に取り壊さなければならなかったため、クリスティアン・ヴンドラムの設計に基づくレンガ造りの西塔も同じ年に完成した。この新しい塔は1812年の大火で焼失し、1820年に再興された。この際に現在の丸屋根が取り付けられた。
柱で縁取られ、磔刑図が描かれた祭壇背後の飾り壁は1730年頃、講壇は17世紀末に制作された。15世紀後半に聖杯と、長堂内に見られるキリスト十字架像が創られた。

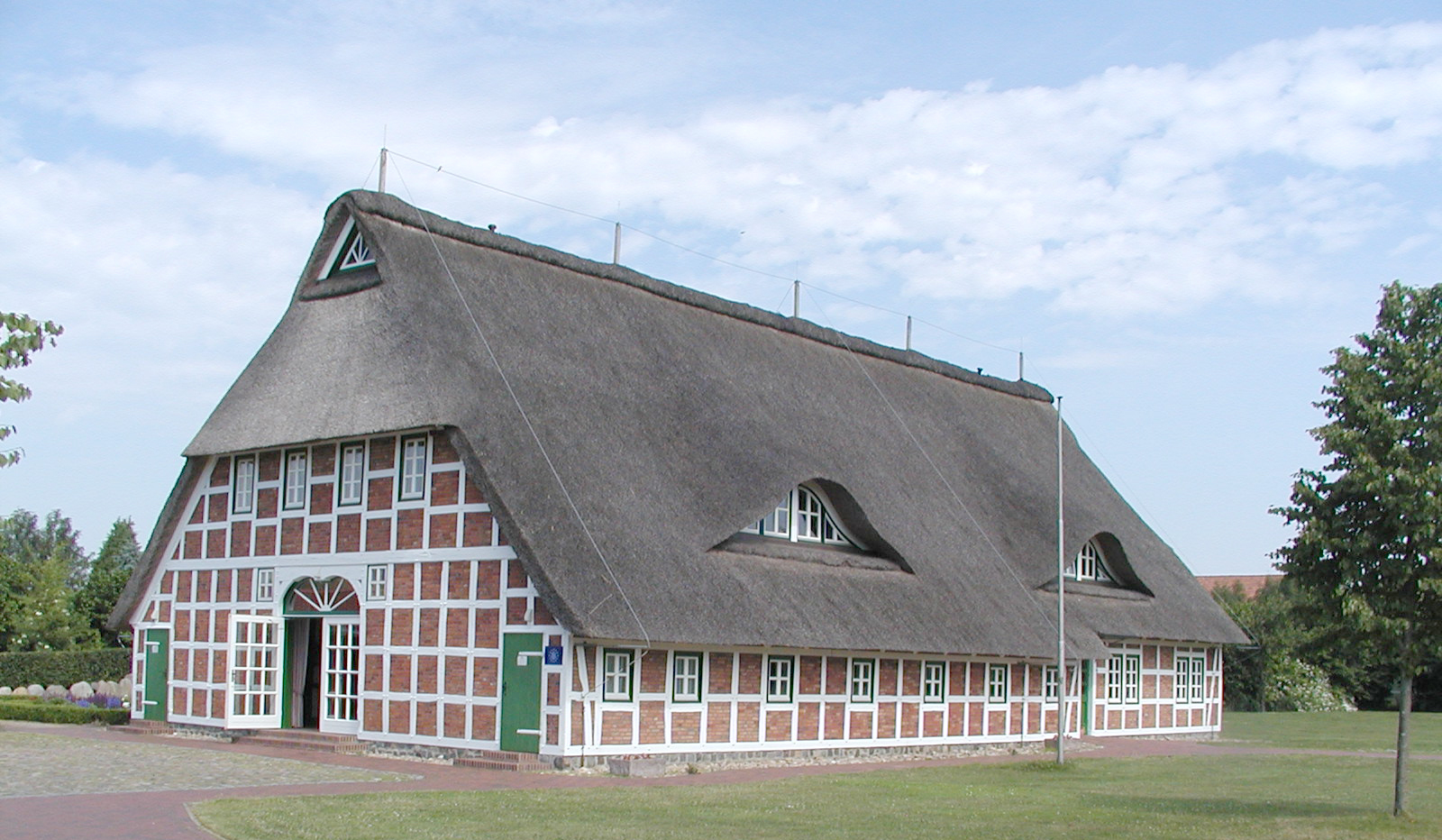
北ドイツ・ラジオ博物館が入居するベルデハウス

### 博物館
- 北ドイツ・ラジオ博物館 - 200台以上の古いラジオ、最初のラジオ放送制作の歴史、ドイツのラジオ局などが展示されている[12]。
- ベルデ博物館 - 農民文化の道具を展示し、ゲースト住民の習俗を伝えている[13]。

### 建築
- ラムシュテットの聖バルトロメウス教会
- 景観公園内のベルデフース
- ラムシュテット通信塔

### 公園
- 町役場裏の景観公園
- 原始・森林学習路があるヴェスターベルクのシュタインガルテン
- グート・ハーネヴォルトの公園

- ヴェスターベルクの巨石墓「シュテーナーベン」
- ベルデ博物館
- ラムシュテットの通信塔
- ラムシュテット景観公園
- ヴェスターベルクのシュタインガルテン

## 経済と社会資本

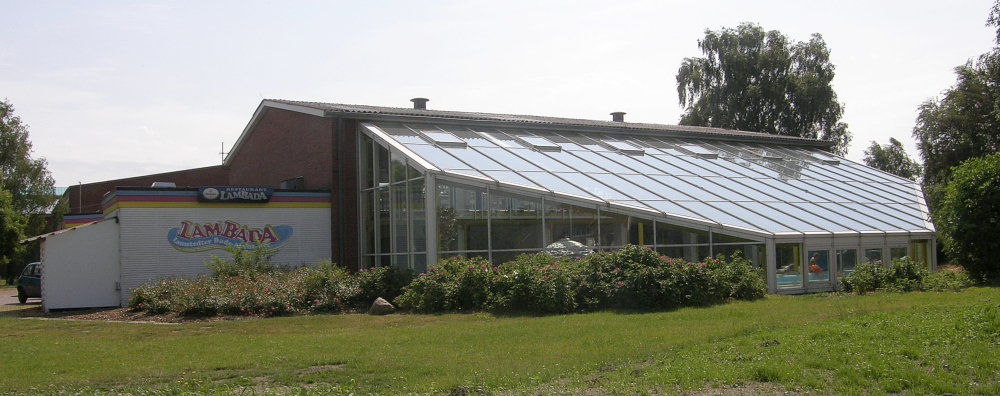
ランバダ・スイミングプール

### 公共施設

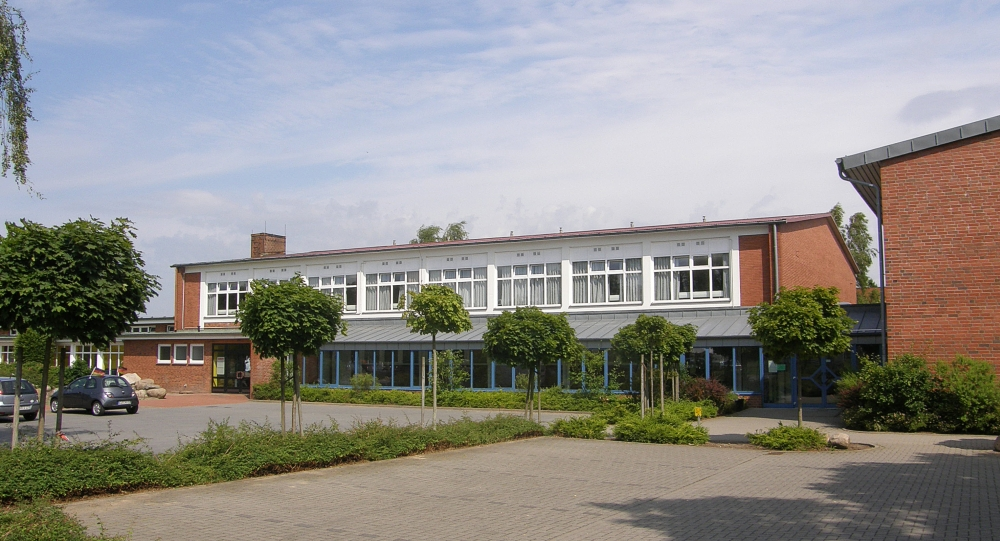
ラムシュテットの学校センター

- ランバダ・スイミングプール

### 教育
- ベルデ・ラムシュテット基礎課程学校。アームシュトルフ、ミッテルステナーエ、バスベッカー・ベルクに分校がある。
- アム・ホーエン・ラーデ上級学校

### スポーツ
ラムシュテットには、大きなスポーツセンターがある。ここには多くの運動場、2つの体育館、屋内プールがある。この他ラムシュテットには、美しく密度の高い遊歩道・自転車道がある。町内にはルートや見所を示す案内板が設けられている。

## 人物

### 出身者
- クラウス・シュプレッケルス（ドイツ語版、英語版）（1828年 - 1908年）アメリカに渡って成功した製糖業者
- ヴォルフガング・ロルフ（ドイツ語版、英語版）（1959年 - ）サッカー選手、指導者

### ゆかりの人物
- シュテファン・アウスト（ドイツ語版、英語版）（1946年 - ）ジャーナリスト、作家。ラムシュテットに住む。

## 関連文献
- Udo Theuerkauf (1997). Samtgemeinde Börde Lamstedt. ed. Kleine Heimatkunde der Börde Lamstedt. Lamstedt

この文献は、翻訳元であるドイツ語版の参考文献として挙げられていたものであり、日本語版作成に際し直接参照してはおりません。